# Jouques
Jouques é uma comuna francesa na região administrativa da Provença-Alpes-Costa Azul, no departamento de Bouches-du-Rhône. Estende-se por uma área de 80,35 km². Em 2010 a comuna tinha 4 521 habitantes (densidade: 56,3 hab./km²).